# ديانات غربية
يشير مصطلح الأديان الغربية إلى الأديان التي نشأت في الثقافة الغربية، وبالتالي فهي مختلفة تاريخياً وثقافياً ودينياً عن الديانات الشرقية. ويُستخدم مصطلح الأديان الإبراهيمية (الإسلام والمسيحية الشرقية واليهودية) بدلاً من استخدام المصطلحات الشرقية والغربية.
تأثرت الثقافة الغربية نفسها بشكل كبير بظهور الديانة المسيحية واعتمادها كدين للدولة في الإمبراطورية الرومانية في أواخر القرن الرابع، ويشير مصطلح «العالم المسيحي» (بالإنجليزية: Christendom) إلى هذا التاريخ المتشابك إلى حد كبير. وساهم انتشارها ومن ثم اكتسابها الثقافة اليونانية لا بانفصالها عن اليهودية فحسب، بل بتطوير سمتها الحضارية الخاصة. وتستند المسيحية الغربية إلى الكنيسة الرومانية الكاثوليكية واللاتينية، وتشمل كذلك جميع التقاليد البروتستانتية التي نشأت من الكاثوليكية في القرن السادس عشر.
منذ القرن التاسع عشر، تنوعت أشكال الدين الغربي إلى العديد من الحركات الدينية الجديدة، بما في ذلك الغيبيات، والروحانية وأشكال متنوعة من الوثنية الجديدة.

## العصور القديمة
تطور «الغرب» كثقافة أو حضارة تاريخياً من العصور القديمة اليونانية الرومانية الكلاسيكية. كانت لهذه الثقافات ديانات مُشركة، حيث آمنت في تعدد الآلهة. والتأثيرات «الشرقية» على هذه الأديان واضحة منذ أقدم العصور، وهي الفترة الاستشراقية في بداية العصور اليونانية. خلال الفترة الهللينية وعصر الإمبراطورية الرومانية، قامت الديانات «الشرقية» بتأثير كبير على الأديان «الغربية»، مما أدى إلى ظهور التقاليد الفارسية المتأثرة مثل الغنوصية والميثرائية، وكذلك التأثير المصري و«الكلداني» على الأديان الغامضة، وعلم التنجيم والسحر. المسيحية المبكرة في حد ذاتها هي مثال إضافي على التأثير الشرقي على الإمبراطورية الرومانية في وقت لاحق.
خلال الفترة نفسها، تم تهميش التقاليد الموروثة للدين الروماني الأصلي أو تراكبها من قبل التأثيرات اليونانية، وتطورت عقيدة العبادة الإمبراطورية في روما القديمة إلى ديانة مدنية تضمنت طقوسًا رسمية أكثر من عقيدة دينية أو خبرة. ووصف الجغرافيا اليونانية الرومانية الديانة الكلتية والجرمانية بأنها بدائية، ولكنها في نفس الوقت كانت نقية أو غير ملوّثة بالمقارنة بما يدعى الانحطاط الحضري لروما.

## المسيحية الغربية

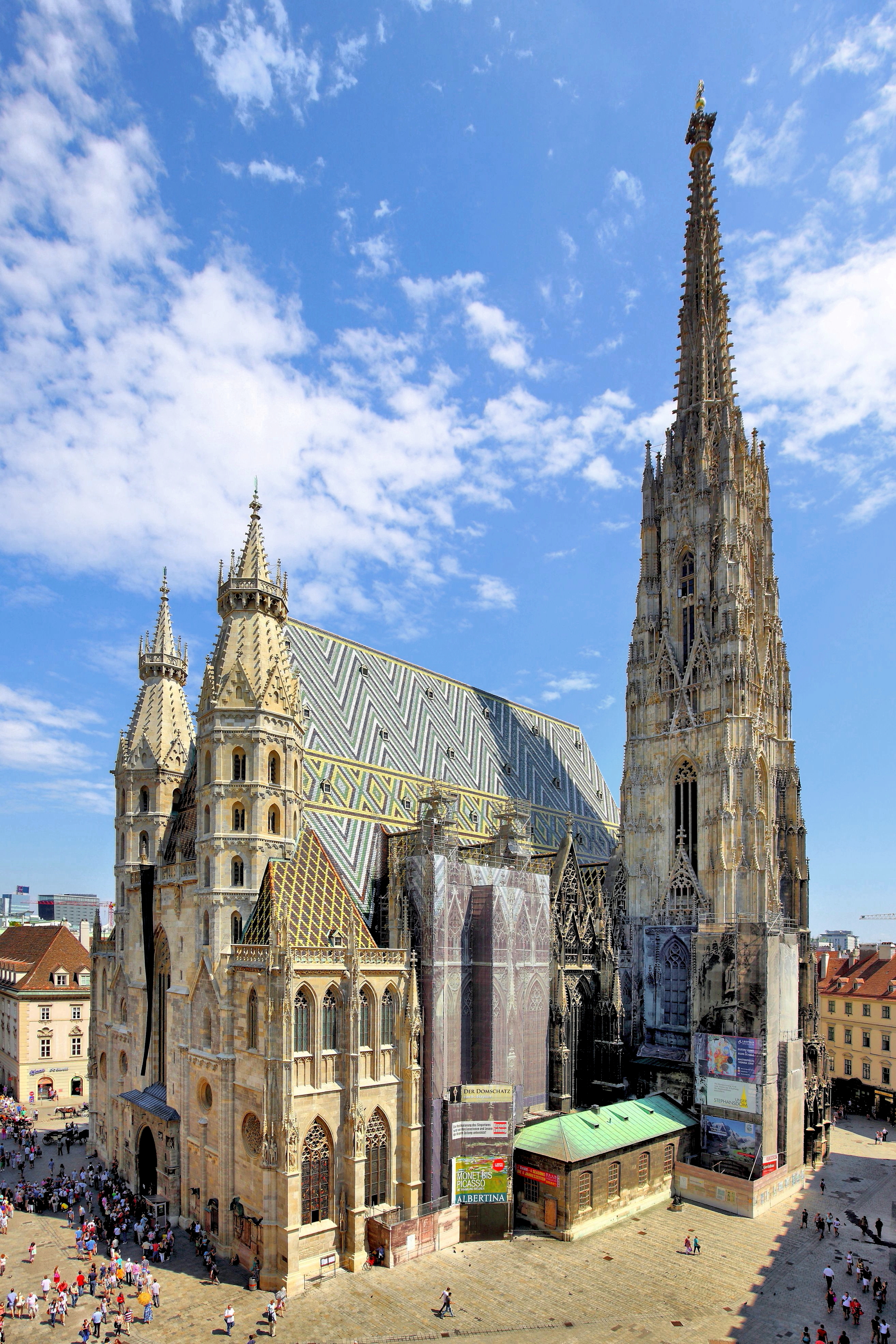
كاتدرائية القديس اسطفان في فيينا.

المسيحية الغربية وهي تراث وعقائد الممثلة بالكنيسة الرومانية الكاثوليكية والطوائف التي اشتقت تاريخياً منها مثل الأنجليكانية (والتي تعتبر أحيانًا جزءًا من البروتستانتية) والبروتستانتية، ويقابلها من الجهة الأخرى المسيحية الشرقية. المسيحية الغربية هي التراث الديني لمعظم المسيحيين في جميع أنحاء العالم.
تطورّت المسيحيّة الغربيّة في العالم الغربي وبالتالي هي الشكل المسيحي السائد في غرب وشمال ووسط وجنوب القارة الأوروبيّة وهي الشكل المسيحي المهيمن في شمال أفريقيا قديمًا فضلًا عن أفريقيا الجنوبية وجميع أنحاء أستراليا ونصف الكرة الأرضية الغربي.
بالمقابل فإت المسيحية الشرقية هي عوائل الكنائس التي تطورت خارج العالم الغربي، وهي اليوم متوزعة ضمن ثلاث عوائل وهي الكنائس الأرثوذكسية الشرقية، والكنائس المشرقية، والكنائس الكاثوليكية الشرقية، بالإضافة لكنيستين انحدرتا من كنيسة المشرق التاريخية، وهما الكنيسة المشرقية الآشورية وكنيسة المشرق القديمة. ويقابلها من الجهة الأخرى التقليد المسيحي الغربي والممثل بالكنائس الكاثوليكية والبروتستانتية الغربية. ويشير المصطلح إلى كل ما حملته وتحمله هذه الكنائس من تراث وتقليد مسيحي على مدى العصور، وتتكون الكنائس المسيحية الشرقية من التقاليد المسيحية التي تطورت بشكل مميز على مدى عدة قرون في الشرق الأوسط وشمال وشرق أفريقيا وأوروبا الشرقية وآسيا الصغرى وساحل مليبار في جنوب الهند وأجزاء من الشرق الأقصى.
إنقسمت المسيحية الغربية مع الإصلاح البروتستانتي في القرن السادس عشر، وكانت الأشكال المسيحية «الغربية» الواضحة تشتمل على التطهيرية والإنجيلية، والحركات الناتجة عن «الصحوة العظمى» المختلفة في القرن الثامن عشر إلى القرن العشرين في العالم الناطق بالإنجليزية وممارستها شعبياً في الولايات المتحدة.
على مدى ألف عام ونصف على الأقل، كانت أوروبا تقارب الثقافة المسيحية. وكانت الثقافة المسيحية هي القوة الغالبة في الحضارة الغربية، وفي توجيه مسار الفلسفة والفن والموسيقى والعلوم والبنية الاجتماعية والهندسة المعمارية. وترتبط فكرة «أوروبا» و«العالم الغربي» ارتباطًا وثيقًا بمفهوم «المسيحية والعالم المسيحي»، بل إن العديد من المؤرخين ينسب المسيحية لكونها الرابط الذي أوجد هوية أوروبية موحدة. ووفقاً للمؤرخ بول ليغوتكو من جامعة ستانفورد فإن الكنيسة الكاثوليكية «هي محور تطور القيم والأفكار والعلوم والقوانين والمؤسسات التي تشكل ما نسميه بالحضارة الغربية».

## العلمانية
بعد الحروب الدينية في القرن السادس عشر والقرن السابع عشر، مَهد عصر التنوير في القرن الثامن عشر الطريق لفصل المجتمع والسياسة عن المسائل الدينية. ومستوحاة من الثورة الأمريكية، جلبت الثورة الفرنسية مثال العلمنة والدولة العلمانية التي منحت الحرية الدينية لأوروبا. بعد الاضطرابات في الحروب النابليونية، صمد هذا التطور في أجزاء أخرى من أوروبا، عن طريق التوسط الألماني وفصل الكنيسة والدولة في العديد من الدساتير الأوروبية التي وضعت بعد ثورات 1848.

## الحركات الدينية الجديدة
سهّل مبدأ الحرية الدينية في المجتمع الغربي في أوائل القرن التاسع عشر ظهور العديد من الحركات الدينية الجديدة. كانت الأمثلة المبكرة مستمدة من السحر والتنجيم الغربي وتقاليد المجتمعات السرية مثل الماسونية، ولكن من أواخر القرن التاسع عشر، لعب تأثير الديانات الشرقية، ولا سيما البوذية والهندوسية دورًا متزايدًا. منذ منتصف القرن العشرين، بدأت التقاليد الروحية الشرقية والغربية بشكل متزايد في التوفيق مع الحركات المختلفة المرتبطة بالثقافات الوثنية الجديدة.

## الديانة في العالم الغربي
لا يزال العالم الغربي، المكون من أوروبا، والأمريكتين، وأستراليا ونيوزيلندا، ذات أغلبية مسيحية غربية؛ وفقاً لدراسة مركز بيو للأبحاث عام 2010 شكَّل المسيحيين حوالي 77.4% من سكان أمريكا الشمالية، وحوالي 90% من سكان أمريكا اللاتينية، وحوالي 76.2% من سكان أوروبا، وتشمل 35% من المسيحيين الأوروبيين هم من الأرثوذكس الشرقيين ويتواجدون في أوروبا الشرقية بشكل خاص، وإصطلاحاً هم ليسوا جزءاً من «الديانة الغربية»، بالإضافة إلى 46% من المسيحيون الأوروبيون هم من الرومان الكاثوليك وحوالي 18% من المسيحيين الأوروبيين هم من البروتستانت، وكان حوالي 61.1% من سكان أستراليا ونيوزيلندا عام 2011 من المسيحيين، ولا تزال المسيحية أكبر ديانة في أوروبا الغربية، ووفقاً لدراسة أجراها مركز بيو للأبحاث عام 2018، اعتبر 71% من سكان أوروبا الغربية أنفسهم مسيحيين.
ثاني أكبر الديانات في جميع هذه المناطق هي أديان أصغر حجماً على الأقل من حيث التعداد، وهي الإسلام في أوروبا (6%)، والتي يصل تعدادها إلى حوالي 2% في كندا، وتشكل اليهودية ثاني كبرى الأديان في الولايات المتحدة مع حوالي 1.7% من السكان ويشكل الإسلام في أستراليا حوالي 1.7% من السكان.
معظم غير المسيحيين في العالم الغربي هم من اللادينيين، ويشكلون حوالي 22% من أستراليا، وحوالي 40% من سكان نيوزيلندا، وحوالي 18.2% من سكان أوروبا، وحوالي 16.4% من سكان الولايات المتحدة، وحوالي 16% من سكان كندا، في حين أن سكان أمريكا اللاتينية وجنوب إفريقيا والفلبين أكثر تديناً. هذا هو انعكاس لتقاليد الإنسانية العلمانية التي بلغت ذروتها في عصر التنوير في القرن الثامن عشر.
لا تزال هناك أقلية تشكل حوالي 5% من السكان في العالم الغربي والتي تلتزم بالديانات غير الغربية، ويرجع ذلك في الغالب إلى الهجرة الأخيرة، ولكن إلى حد ما أيضاً بسبب التبشير، لا سيما التحول إلى مختلف طوائف البوذية والهندوسية في سياق حركة العصر الجديد في الجزء الأخير من القرن العشرين.

## مواقع خارجية
- Platonism and Western Religion نسخة محفوظة 6 فبراير 2012 على موقع واي باك مشين.